# Gendün Rinpoche
Gendün Rinpoche (tibetisch དགེ་འདུན་རིན་པོ་ཆེ Wylie dge 'dun rin po che; * 1918 in Tibet; † 31. Oktober 1997) war ein Lama der Karma-Kagyü-Linie des tibetischen Buddhismus. In Tibet und Indien hat er über dreißig Jahre lang in Zurückgezogenheit meditiert. 1975 wurde er vom 16. Karmapa Rangjung Rigpe Dorje in das Département Dordogne gesandt. Dort und in der Auvergne gründete er auf Wunsch des 16. Karmapa die sogenannten vier Dhagpos und übernahm deren spirituelle Leitung, um den Fortbestand und die Authentizität der Dharma-Übertragung im Westen sicherzustellen.

## Die vier Dhagpos
Die vier Dhagpos sind:
- Dhagpo Kagyu Ling - Öffentliches Meditations- und Studienzentrum[1]
- Dhagpo Kundreul Ling - Klösterliche Eremitage und Langzeit-Retreat-Zentrum[2]
- Dhagpo Dargye Ling - Kurzzeit-Retreat-Zentrum für Laien[3]
- Dhagpo Dedrol Ling - Langzeit-Retreat-Zentrum für Laien[4]

## Veröffentlichungen
Von Gendün Rinpoche sind folgende Bücher in deutscher Sprache erschienen:
- Belehrungen : eine Quelle der Wohltat und der Freude, Kagyü-Dharma-Verlag, München, 1986, ISBN 3-89233-010-7
- Wir haben vergessen, dass wir Buddhas sind, Kagyü-Dharma-Verlag, Mechernich, 1991, ISBN 3-89233-015-8
- Der große Pfau: Die Umwandlung der Emotionen im tibetischen Buddhismus, Norbu Verlag, Obermoschel, 2007, ISBN 978-3-940269-01-0
- Lasst einfach los. Übertragung des Dharma von Herz zu Herz, Joy-Verlag, Oy-Mittelberg, 2008, ISBN 978-3-928554-67-1
- Herzensunterweisungen eines Mahamudra-Meisters, Norbu Verlag, Obermoschel, 2010, ISBN 978-3-940269-03-4